# Božská Ema
Božská Ema je český životopisný film o české operní pěvkyni Emě Destinnové, který natočil režisér Jiří Krejčík v roce 1979. Film ukazuje především období návratu slavné operní hvězdy (Božidara Turzonovová) z Ameriky do rodné země a její vlastenectví, které stálo proti tehdejšímu Rakousku-Uhersku.

## Děj
Ema Destinnová, slavná česká operní pěvkyně, zažívá vrchol kariéry na amerických jevištích, kde jí dvoří významné osobnosti, jako Toscanini a Caruso. Přesto touží vrátit se do své rodné vlasti, i když v Evropě zuří první světová válka. Navzdory varování přátel a lukrativním smlouvám se rozhodne odjet do Čech.
Na hranicích je však zadržena rakouskou kontrašpionáží, která u ní nalezne šifrovanou zprávu ukrytou v boa. Destinnová je obviněna z vlastizrady, avšak díky tajné intervenci německého císaře, který obdivuje její zpěv, unikne přísnějšímu trestu. Místo toho je internována na svém venkovském zámečku ve Stráži, kde je pod neustálým dohledem rakouských úřadů. V této době se setkává se svou starou láskou, lesním správcem Viktorem, s nímž prožívá krátké chvíle romantiky. Viktor však touží po rodinném životě, který mu Ema, věnující se kariéře, nemůže nabídnout. Nakonec ji opouští, ale je donucen se vrátit a spolupracovat s policií jako špeh.
Destinnová se ocitá v těžké situaci. Úřady jí zakazují vystupovat, noviny o ní nesmí psát, a je omezena na svůj zámeček. Nabízejí jí různé možnosti, jak si získat svobodu – může se provdat za svého amerického manažera Samuela, který jí nabízí odchod zpět do Ameriky, nebo zpívat pro rakouský Červený kříž. Ona však obě nabídky odmítá a zůstává věrná své vlastenecké víře. I když zpívá na charitativních koncertech, její snahy pomáhat národu jsou potlačeny rakouskými úřady.
Mezitím je Viktor zatčen, podaří se mu však uprchnout a tajně se setkat s Emou, aby jí vše řekl. Plukovník, který Emu neustále sleduje, pořádá na Viktora štvanici, a nakonec ho znovu chytí. Ema se zoufale pokouší orodovat za jeho život, ale odmítá se zaplést do špionáže. Její pevné morální zásady a neústupnost však vedou k dalšímu tlaku ze strany úřadů.
Po skončení války se Destinnová dočká vzniku samostatného Československa, ale její naděje na nový začátek se nenaplní. Její vlast jí neprokazuje vděčnost a část jejího majetku je prodána v dražbě, aby pokryla fiktivní daňové dluhy, které na ni uvalily rakousko-uherské úřady. Ema, chudá a osamělá, se uchyluje k rybníku, symbolu jejího dřívějšího života a nadějí.